# Calamaria ingeri
Calamaria ingeri е вид змия от семейство Смокообразни (Colubridae). Видът е критично застрашен от изчезване.

## Разпространение
Разпространен е в Малайзия (Западна Малайзия).